# Federico Cesi (kardynał)
Federico Cesi (ur. 2 lipca 1500 w Rzymie, zm. 28 stycznia 1565 tamże) – włoski kardynał.

## Życiorys
Urodził się 2 lipca 1500 roku w Rzymie, jako syn Angela Cesiego i Francesci (Franceschiny) Cardoli (jego bratem był Paolo Emilio Cesi). Studiował prawo w Rzymie, a następnie otworzył prywatną praktykę. Po pewnym czasie zrezygnował z zawodu, wstąpił na służbę kościelną i przyjął święcenia kapłańskie. 12 czerwca 1523 roku został wybrany biskupem Todi, otrzymując dyspensę z powodu nieosiągnięcia wieku kanonicznego. 22 września 1538 roku przyjął sakrę. 19 grudnia 1544 roku został kreowany kardynałem prezbiterem i otrzymał kościół tytularny San Pancrazio. Rok później zrezygnował z zarządzania diecezją Todi. Pełnił rolę administratora apostolskiego Cervii (1545), Caserty (1549–1552), Vulturarii (1550–1551) i Cremony (1551–1560). 20 września 1557 roku został podniesiony do rangi kardynała biskupa i otrzymał diecezję suburbikarną Palestrina. Z racji objęcia diecezji Porto-Santa Rufina, w 1564 roku został subdziekanem Kolegium Kardynalskiego. Zmarł 28 stycznia 1565 roku w Rzymie.